# 趙應祥
趙應祥（1503年—1552年），字伯徵，號和菴，湖廣長沙衛人，官籍，明朝政治人物。

## 生平
嘉靖十年（1531年）辛卯科湖廣鄉試第六十二名舉人。嘉靖十四年（1535年）中式乙未科會試第二百八十二名，登第三甲第二十名進士。授湖州府推官，十八年十一月选授广东道試監察御史，二十一年十月實授。二十五年巡按福建，监臨福建鄉試。二十六年升寧國府知府，考满卒官。

## 家族
曾祖趙庸，曾任百戶；祖父趙綱，曾任百戶；父趙寶，曾任百戶。母馬氏。具庆下。